# Diaprochaeta aperta
Diaprochaeta aperta là một loài ruồi trong họ Tachinidae.